# یواس‌سی‌جی‌سی بولارد (دبلیووای‌تی‌ال-۶۵۶۱۴)
یواس‌سی‌جی‌سی بولارد (دبلیووای‌تی‌ال-۶۵۶۱۴) (به انگلیسی: USCGC Bollard (WYTL-65614)) یک کشتی است که طول آن ۶۵ فوت ۱۱٫۵ اینچ (۲۰٫۱۰۴ متر) می‌باشد. این کشتی در سال ۱۹۶۷ ساخته شد.